# Thermalbad Wiesenbad
Thermalbad Wiesenbad ist eine Gemeinde an der Zschopau im Erzgebirgskreis in Sachsen. Am 1. Januar 2005 wurde die Gemeinde Wiesa in Thermalbad Wiesenbad umbenannt.

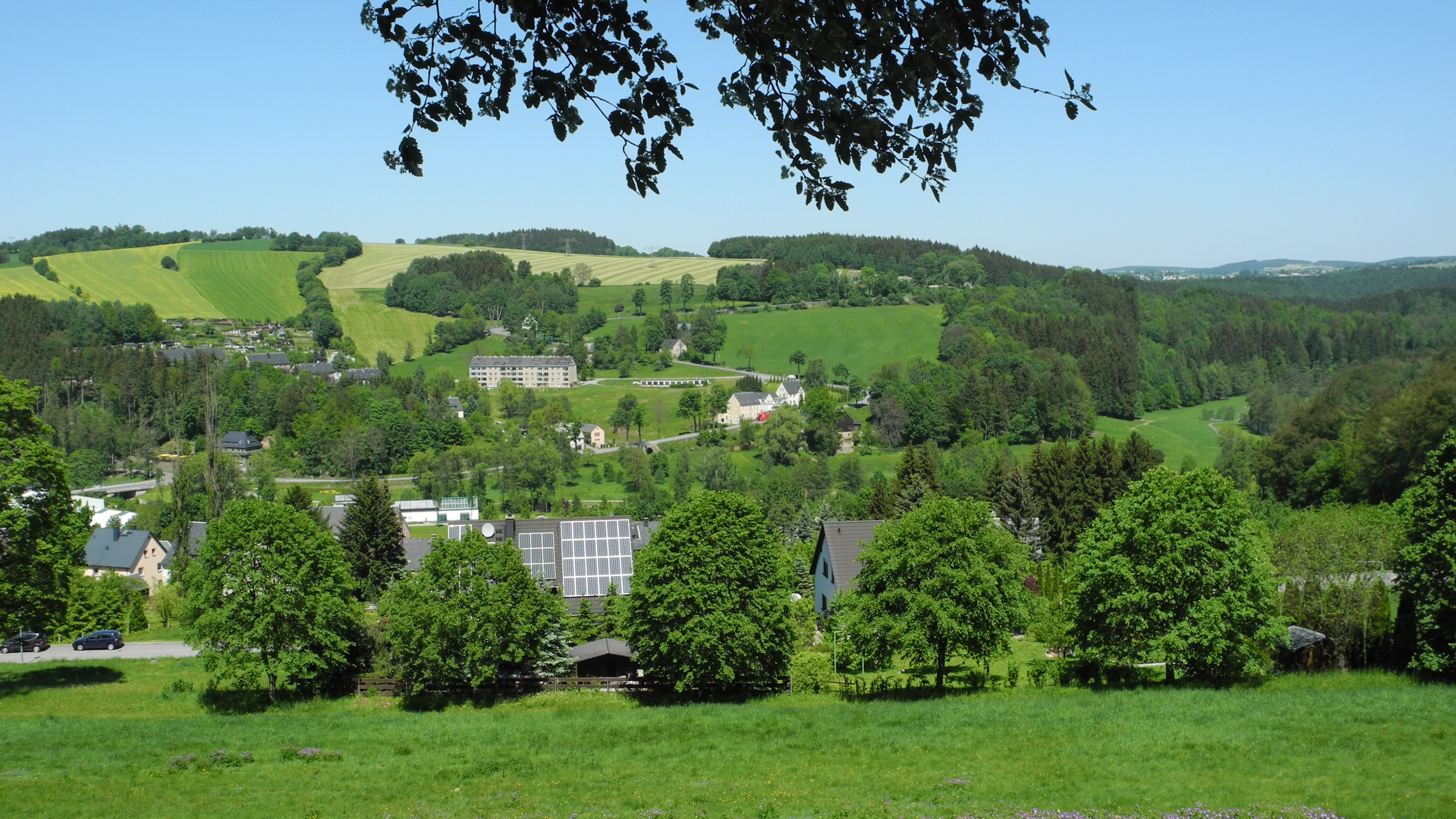
Blick über einen Teil von Wiesenbad nach Norden

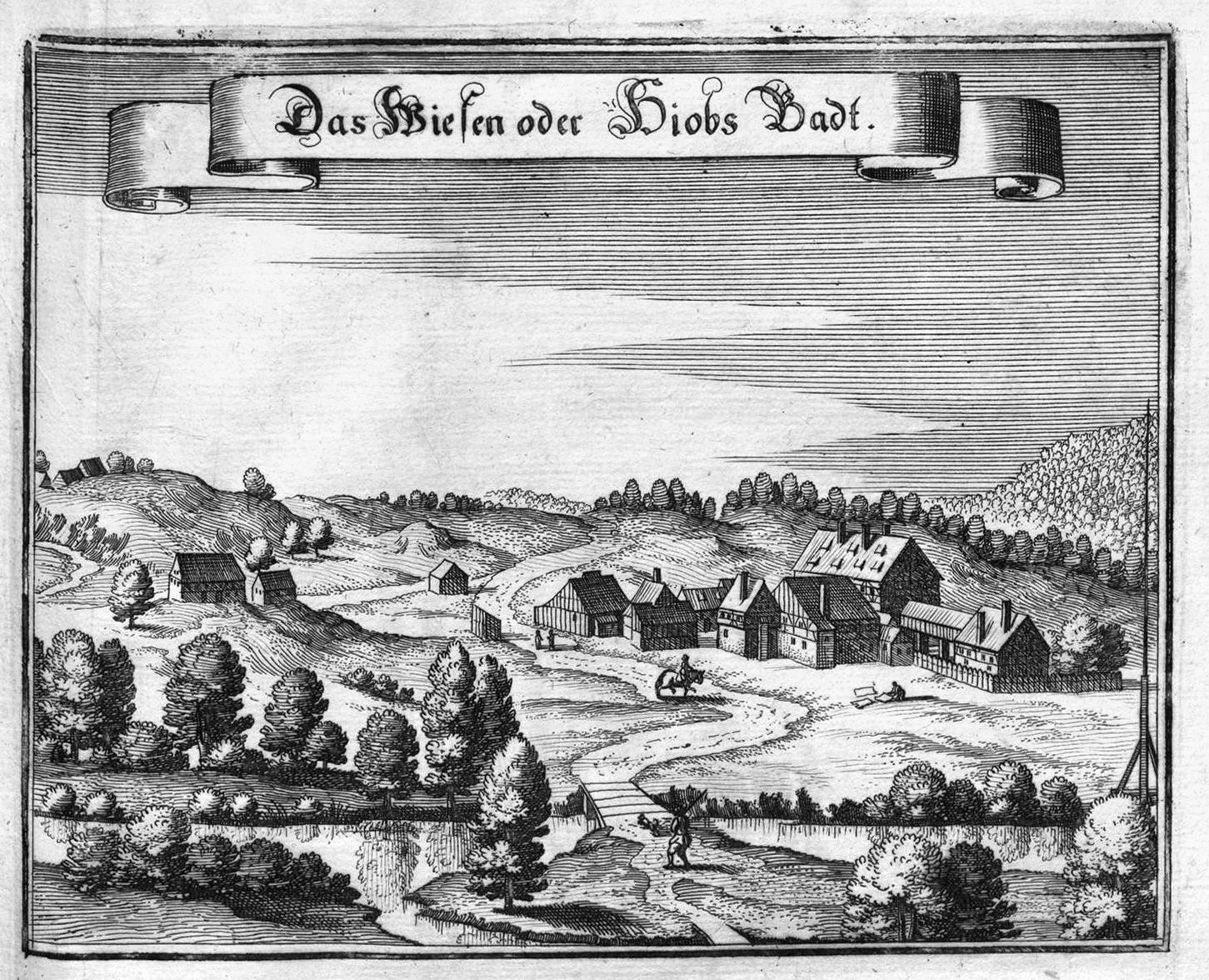
'Das Wiesen oder Hiobs Badt' nach Matthäus Merian (um 1650)

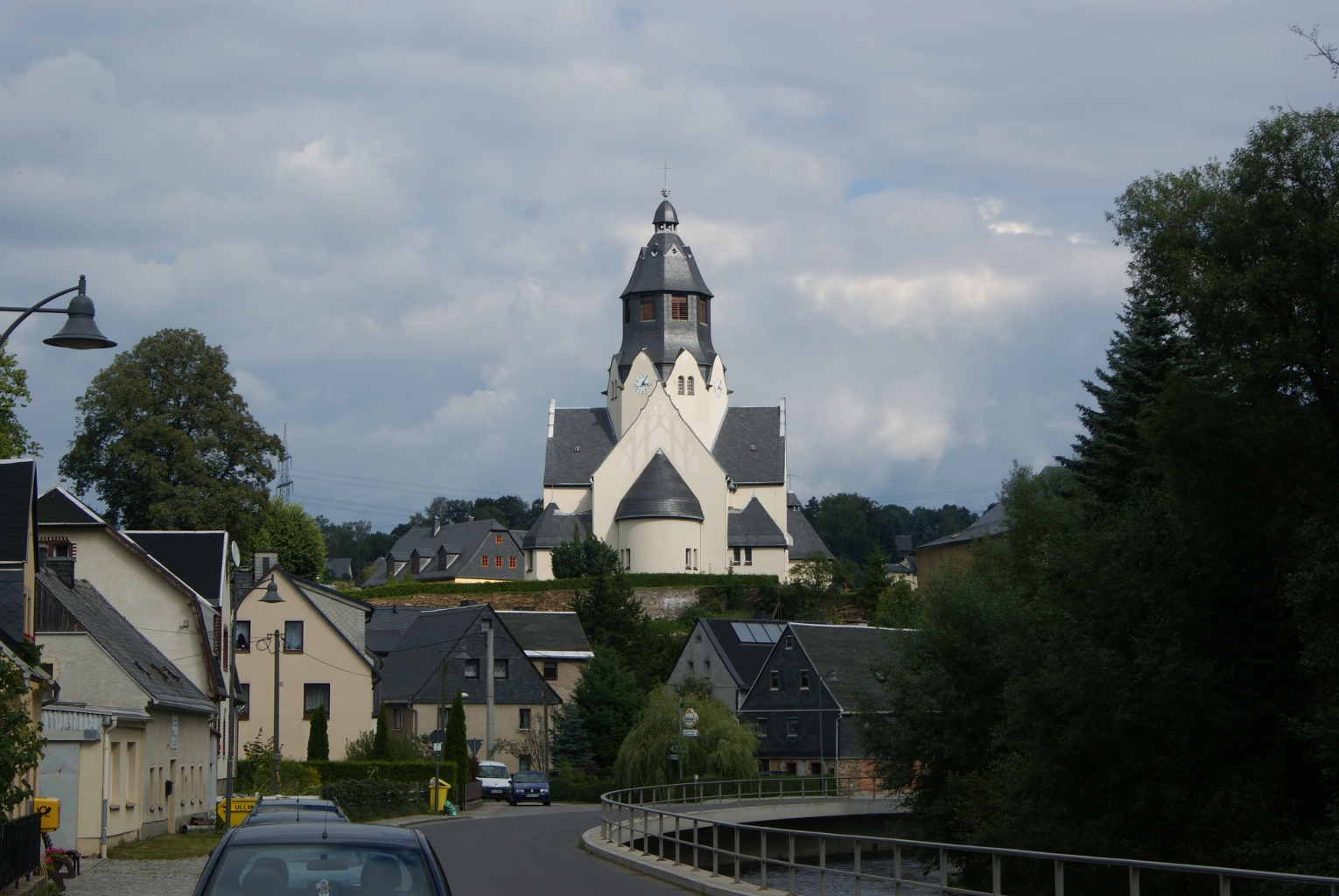
Kirche in Wiesa

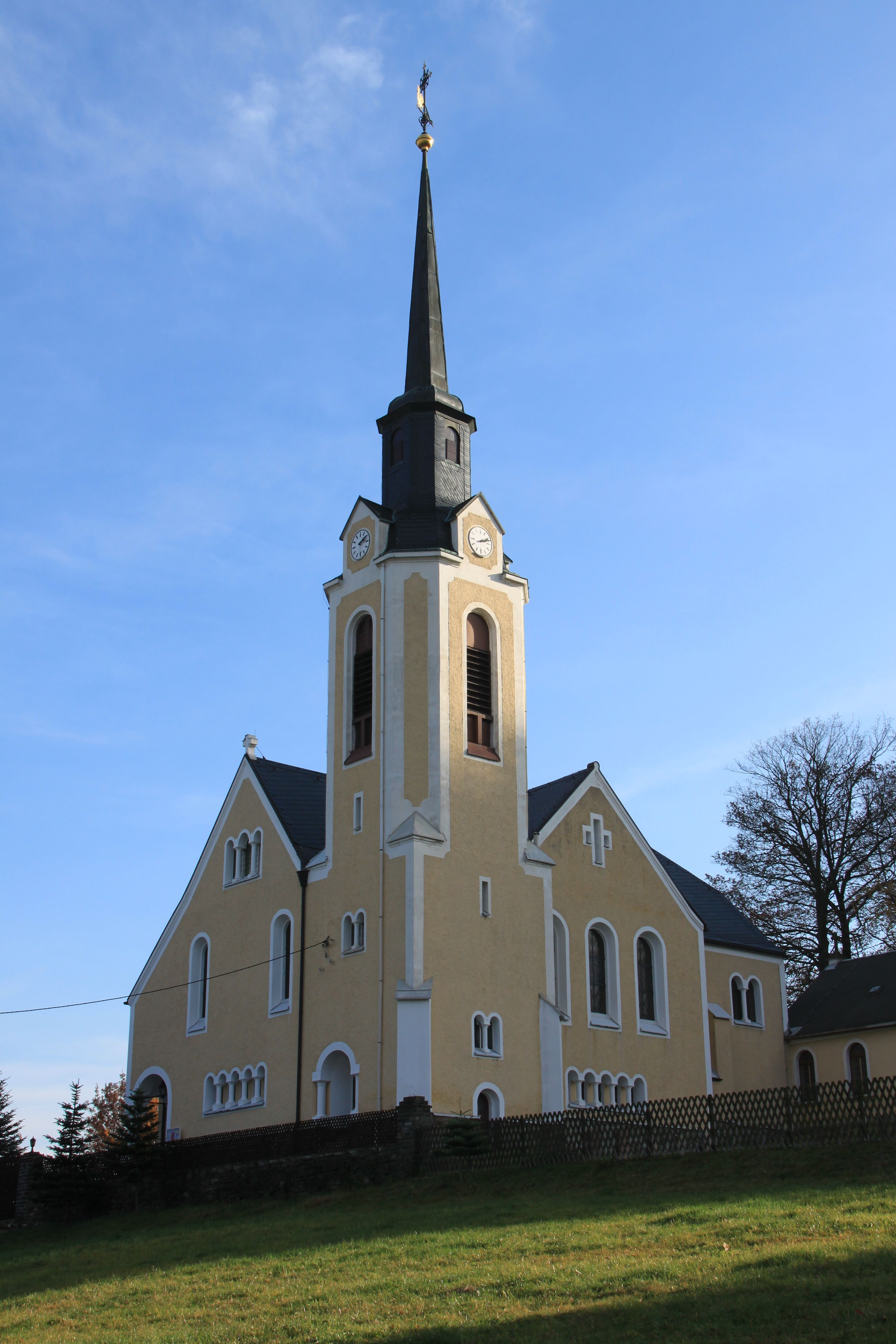
Kirche in Neundorf

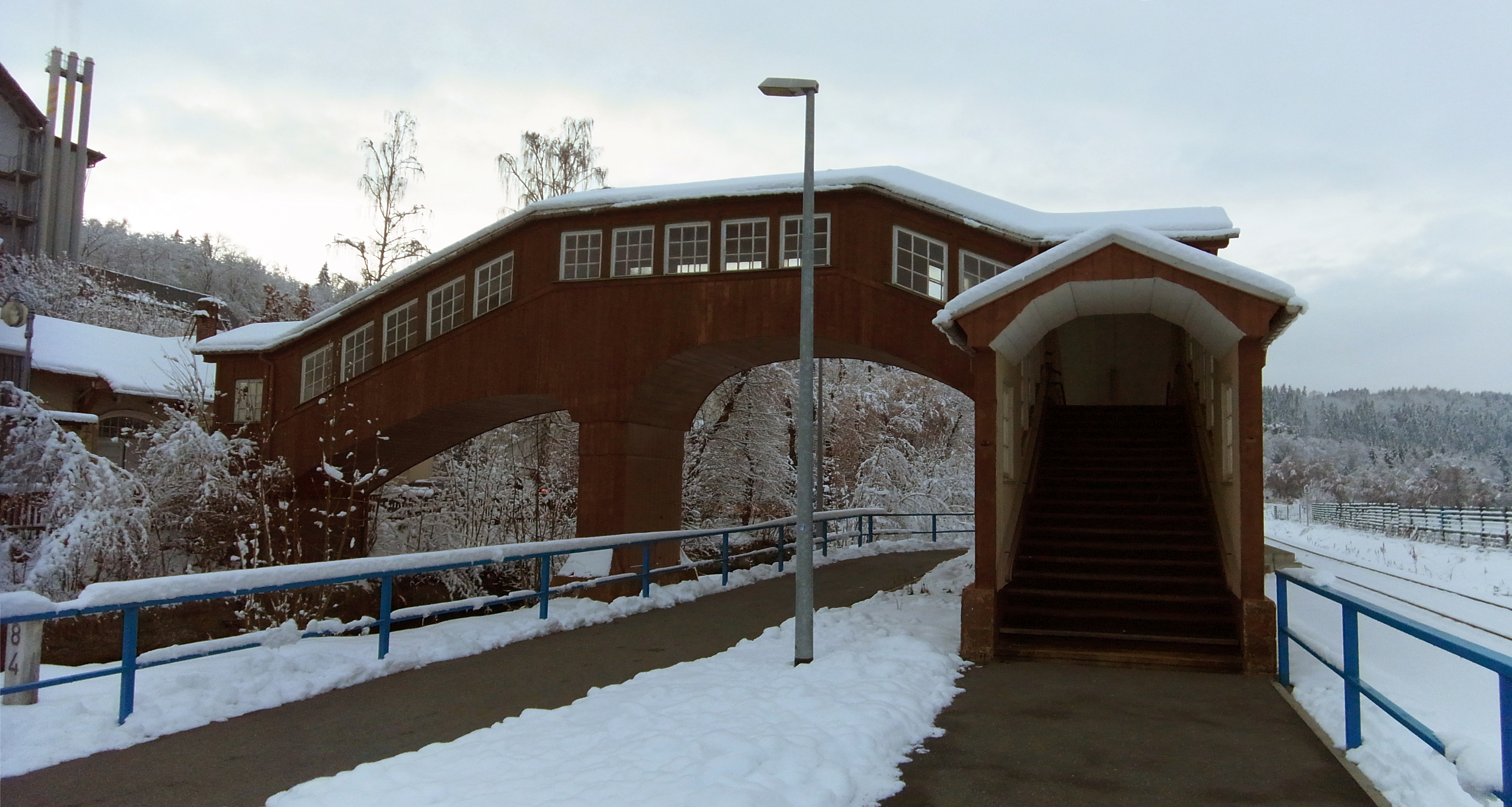
Haltepunkt der Zschopautalbahn im Winter

## Geografie
Die Gemeinde Thermalbad Wiesenbad besteht im Wesentlichen aus drei ehemaligen Waldhufendörfern, dem Thermalbad und zwei weiteren Siedlungsplätzen im Talbereich der Zschopau. Am westlichsten liegt der Ortsteil Schönfeld in einer Süd-Nord-Ausrichtung vom Zschopautal ausgehend. Östlich davon liegt direkt im Flusstal der Ortsteil Wiesa, dessen Fluren sich rechts und links der Zschopau erstrecken. Nördlich von Wiesa liegt Neundorf in einer Süd-Nord-Ausrichtung. Weiter östlich liegt dann das Thermalbad im Zschopautal. Der Ortsteil Himmelmühle entstand am Standort einer ehemaligen Mühle. Der Ortsteil Plattenthal liegt im Tal des Pöhlbaches und entstand ebenfalls durch eine frühere Industrieansiedlung. Höchster Punkt des Ortes ist die Franzenshöhe (Ortsteil Neundorf) mit 702 m ü. NN.

### Nachbargemeinden
Im Nordosten grenzt Wolkenstein, im Osten Großrückerswalde, im Südosten Mildenau, im Süden Annaberg-Buchholz, im Südwesten Tannenberg, im Nordwesten Ehrenfriedersdorf und im Norden Drebach an die Gemeinde.

### Gliederung
Zu Thermalbad Wiesenbad gehören die Ortsteile Himmelmühle, Neundorf, Plattenthal, Schönfeld, Wiesa und Wiesenbad.

## Geschichte
Im 12./13. Jahrhundert besiedelten Thüringer und Franken das Gebiet. Die ersten urkundlichen Erwähnungen fanden im 14. Jahrhundert statt. 1381 Schönfeld, 1386 Neundorf als Im neuen Dorf und 1398 Wiesa in Form von Ritter Heiderich von der Wiese. Im heutigen Wiesenbad entstanden die ersten Gebäude 1474 mit der Hochherrschaftlichen Mühle des Ritters zu Wiesa.
Im 15. Jahrhundert begann der Bergbau. Abgebaut wurden hier Eisen, Kobalt, Kupfer, Silber und Zinn. Zur Wende ins 16. Jahrhundert entdeckte man am rechten Ufer der Zschopau im späteren Ort Wiesenbad eine warme Quelle, welche 1501 eingefasst wurde und 1505 vom Bischoff zu Meißen als St. Jobs-Bad eingeweiht wurde.
Im Rittergut Wiesa ließ Hans-Georg Meusinger von Kollersritt 1604 das Herrenhaus bauen.
Unter dem Dreißigjährigen Krieg (1618–1648) litt man auch hier. So verließen zum Beispiel alle Einwohner von Schönfeld den Ort und suchten Schutz in Annaberg. (Siehe auch Literatur)
Im 18. Jahrhundert gingen die Erzvorkommen in den Stollen zur Neige und man musste sich neue Erwerbsquellen erschließen. So begann man mit Klöppeln, Posamentieren und dem Ackerbau, welcher Schönfeld besonders durch den Flachsanbau eine Blütezeit erleben ließ.
Der 1. Januar 1956 war die Geburtsstunde der Gemeinde Thermalbad Wiesenbad, nicht zu verwechseln mit der heutigen Gemeinde, denn erst am 1. Januar 1999 schlossen sich die Orte Neundorf, Schönfeld, Wiesenbad und Wiesa zur Gemeinde Wiesa zusammen, welche am 1. Januar 2005 in Thermalbad Wiesenbad umbenannt worden ist.

## Einwohnerentwicklung
Am 3. Oktober 1990 zählten die Ortsteile der heutigen Gemeinde Thermalbad Wiesenbad zusammen 4169 Einwohner. Folgende Einwohnerzahlen beziehen sich auf den 31. Dezember des voranstehenden Jahres:
| - 1993 – 3.938 - 1994 – 3.919 - 1995 – 3.939 - 1996 – 3.897 - 1997 – 3.910 | - 1998 – 3.937 - 1999 – 3.925 - 2000 – 3.920 - 2001 – 3.872 - 2002 – 3.876 | - 2003 – 3.844 - 2004 – 3.814 - 2005 – 3.783 - 2006 – 3.710 - 2007 – 3.674 | - 2009 – 3.587 - 2012 – 3.490 - 2013 – 3.453 |

 Quelle: Statistisches Landesamt des Freistaates Sachsen

## Politik

### Gemeinderat
Seit der Gemeinderatswahl am 9. Juni 2024 verteilen sich die 16 Sitze des Gemeinderates folgendermaßen auf die einzelnen Gruppierungen:
- Freie Wähler Bürgerforum e. V. (FWBF): 10 Sitze
- CDU: 5 Sitze
- Freunde der Feuerwehr (FdF): 1 Sitz

| Liste                          | 2024   | 2024   | 2019   | 2019   | 2014   | 2014   | Insgesamt 16 Sitze - FWBF: 10 - FdF: 1 - CDU: 5 |
| Liste                          | Sitze  | in %   | Sitze  | in %   | Sitze  | in %   | Insgesamt 16 Sitze - FWBF: 10 - FdF: 1 - CDU: 5 |
| Freie Wähler Bürgerforum e. V. | 10     | 60,2   | 9      | 50,9   | 8      | 48,3   | Insgesamt 16 Sitze - FWBF: 10 - FdF: 1 - CDU: 5 |
| CDU                            | 5      | 33,7   | 6      | 37,7   | 7      | 41,0   | Insgesamt 16 Sitze - FWBF: 10 - FdF: 1 - CDU: 5 |
| Freunde der Feuerwehr          | 1      | 6,1    | 1      | 11,4   | 1      | 7,3    | Insgesamt 16 Sitze - FWBF: 10 - FdF: 1 - CDU: 5 |
| SPD                            | –      | –      | –      | –      | –      | 33,4   | Insgesamt 16 Sitze - FWBF: 10 - FdF: 1 - CDU: 5 |
| Wahlbeteiligung                | 71,8 % | 71,8 % | 70,4 % | 70,4 % | 61,5 % | 61,5 % | Insgesamt 16 Sitze - FWBF: 10 - FdF: 1 - CDU: 5 |

### Bürgermeister
Bürgermeister ist seit 2020 Thomas Mey (CDU).
| Wahl         | Bürgermeister   | Vorschlag | Wahlergebnis (in %) |
| ------------ | --------------- | --------- | ------------------- |
| 2020         | Thomas Mey      | CDU       | 63,1                |
| 2013         | Berit Schiefer  | Schiefer  | 57,1                |
| 2006         | Heinz Fischer   | BF        | 92,5                |
| […]          |                 |           |                     |
| 1994 (Wiesa) | Hartmut Höppner | CDU       | 69,5                |

## Kultur und Sehenswürdigkeiten
- siehe auch: Liste der Kulturdenkmale in Thermalbad Wiesenbad

### Bauwerke
- St.-Trinitatis-Kirche in Wiesa (1903–1904 im Jugendstil erbaut)
- Dorfkirche in Neundorf (1899/1900)
- Friedenskapelle in Wiesenbad (1914/1915)
- Bismarckturm, ein 15 m hoher Aussichtsturm oberhalb des Kurhauses von Wiesenbad, auch May’s Turm genannt (1899)[10]
- Schloss Hohenwendel zwischen Wiesenbad und Streckewalde (1908–1910)[11], eine prächtige Villa als Nachfolgebau des Herrenhauses des Rittergutes Streckewalde. Zum Objekt gehören prächtige Bedienstetenhäuser, ein Pavillon, eine künstliche Ruine und die Reste eines zerstörten Mausoleums. Mehrere Infotafeln beschildern die Objekte als Teil eines Wanderweges (Stand: 2024).

### Naturschutz
- Siehe auch: Liste der Naturdenkmale in Thermalbad Wiesenbad

### Gedenkstätten
- Am Weberteich im Ortsteil Schönfeld erinnert ein Gedenkstein an alle Opfer des Faschismus.
- Ein Gedenkstein gegenüber dem Gemeindeamt erinnert an die katholische Hitlergegnerin Marie Richter, die im März 1933 im KZ Schützenhaus in Annaberg inhaftiert und gefoltert wurde und danach in den Freitod ging.
- Hinter der Kirche im Ortsteil Neundorf erinnern eine Gedenkstätte mit Namenstafel der Gefallenen an die Opfer des Ersten Weltkriegs sowie eine weitere Gedenkstätte an die Opfer des Zweiten Weltkriegs.

## Wirtschaft und Infrastruktur
Im Ortsteil Wiesa befand sich der VEB Geräte- und Werkzeugbau Wiesa (GWB), wo von 1957 bis 1990 Handfeuerwaffen hergestellt wurden, ab 1985 auch die Eigenentwicklung der Marke Wieger. Direkt im Tal der Zschopau befindet sich die noch produzierende Papierfabrik Schönfeld.

### Verkehr
Durch den Ortsteil Schönfeld führt die Bundesstraße 95 und durch den Ortsteil Wiesenbad die Bundesstraße 101.
Die Zschopautalbahn hat Haltepunkte in Wiesenbad und Wiesa. 2007 wurde der Bahnhof Schönfeld-Wiesa zugunsten des wenig später neu eingerichteten Haltepunktes Wiesa (Erzgeb) aufgelassen. Heute existiert von den ehemals umfangreichen Gebäuden des Spurwechselbahnhofes nur noch das Empfangsgebäude.

### Öffentliche Einrichtungen

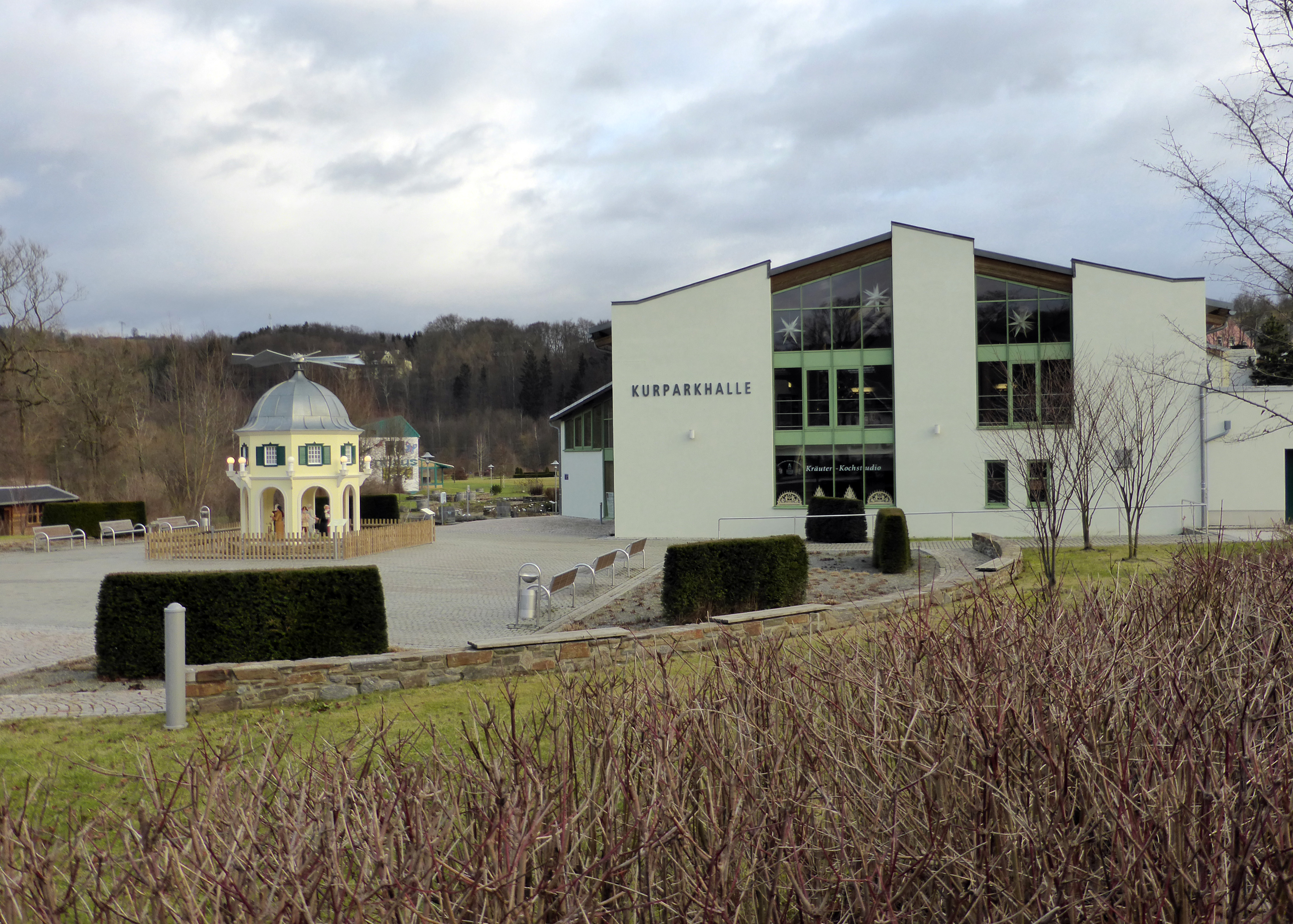
Kurparkhalle und Ortspyramide, Thermalbad Wiesenbad

An der Wende vom 15. zum 16. Jahrhundert hatte man im Ortsteil Wiesenbad eine Thermalquelle entdeckt. Hans Friedrich, Bergherr von Geyer und zugleich Rittergutsherr in Wiesa, ließ die Quelle als Hiobsquelle fassen und ein Badehaus einrichten. Um 1885 hatte sie eine Temperatur von 21,7 °C. Im Jahre 1922 erbrachte eine Bohrung in einer Tiefe von 86 m eine weitere Thermalquelle, die Georgsquelle mit 25 °C. Eine weitere Bohrung, die Sophienquelle, stieß nur auf Grundwasser, das mit 9,2 °C zutage trat. In seiner frühen Geschichte trug die Badestätte den Namen St.-Jobs-Bad oder Hiobsbad. Als die Kurfürstenwitwe Sophie 1602 dort ein eigenes Haus errichtete, änderte sich der Name in Sophienbad. Der Name Wiesenbad ist seit 1791 in Gebrauch. Der Rittergutsbesitzer Georg von Schönberg erweiterte nach 1663 die Anlagen durch ein neues Badehaus.
Das Heilwasser hat eine Temperatur von 26 °C, ist fluorid- und kohlensäurehaltig und dient heute der Behandlung von Erkrankungen des Haltungs- und Bewegungsapparates.
Prof. Arnold hat nach 1945 diese Einrichtung maßgeblich aufgebaut und im Wesentlichen Polio und Morbus Bechterew behandelt. In den 1970er Jahren waren gleichzeitig mehr als 100 Morbus-Bechterew-Kranke in Wiesenbad zur Kur. Seit 1994 wurden die Bettenhäuser modernisiert und erweitert und ein völlig neues Badehaus errichtet. Neben den klassischen orthopädischen Indikationen ist die Rehaklinik Miriquidi Thermalbad Wiesenbad das Zentrum für die Therapie von Folgezuständen nach Poliomyelitis (PPS-Syndrom) in Deutschland.
Die Kurgesellschaft befindet sich seit den 1990er Jahren in 100%iger Trägerschaft der Kommune. Im Kurpark befindet sich zudem das Tropenhaus Troparium Butterfly (Schmetterlingspark, Reptilienzoo, Aquarium). Das Tropenhaus ist zurzeit geschlossen.

## Persönlichkeiten
Söhne und Töchter der Gemeinde
- Christoph Wonneberger (* 1944), evangelischer Pfarrer, Aktivist in der DDR-Oppositionsbewegung und Schlüsselperson während der friedlichen Revolution 1989

Persönlichkeiten, die mit dem Ort in Verbindung stehen
- Carl Friedrich Reiche-Eisenstuck (1790–1864), Politiker und Präsident der II. Kammer des sächsischen Landtags, Rittergutsbesitzer in Schönfeld